# ÚVMV 1100 GT

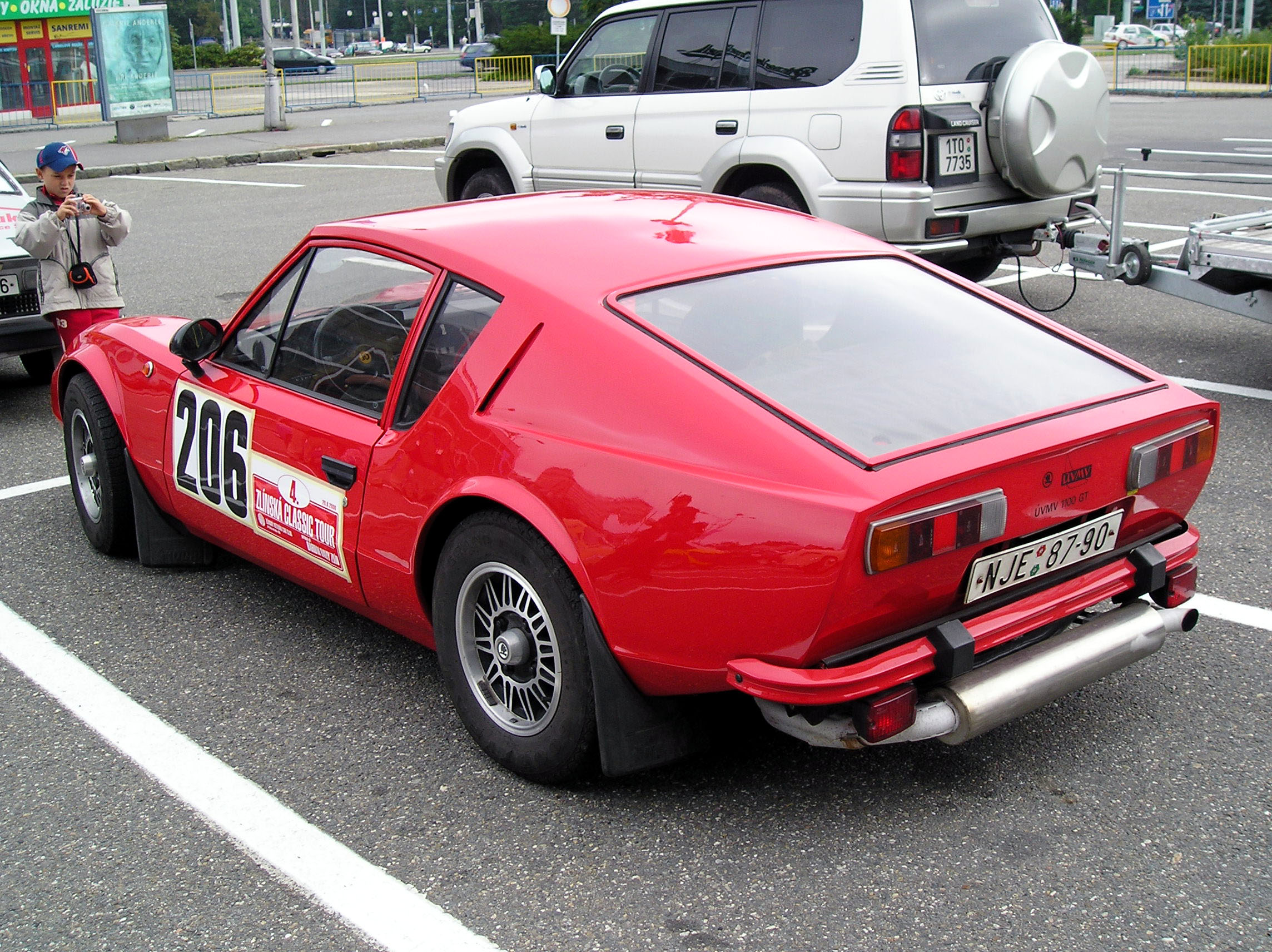
UVMV 1100 GT zezadu

ÚVMV 1100 GT (nesprávně Škoda 1100 GT) je československý prototyp sportovního kupé s motorem vzadu a pohonem zadních kol vzniklý v Ústavu pro výzkum motorových vozidel. Vývoj probíhal v letech 1966–1970 kdy vznikl první prototyp se samonosnou karoserií. Na výrobě se podílel Letov v Praze (forma) a Karosa ve Vysokém Mýtu (zhotovení). Na podzim 1970 bylo kupé vystaveno v Plzni a v roce 1971 na ženevském autosalonu, kde mělo velký úspěch. Výroba se plánovala ve Svazarmu Odry, kde byla rozpracována čtyřkusová série. 
Celkem bylo postaveno 6 těchto vozů s použitím povrchových laminátových dílů na podvozkové plošině Škoda 100. Kromě bílého originálu z Letova, se další dva (červený a bílo-modrý) účastní závodů historických vozů, mají úpravy na podvozku, elektronová kola s pneumatikami AVON, rozšířené blatníky, místo zadního skla lehčí žebrovaná víka, závodní sedačky a u jednoho vozu je motor 1289 ccm ze stotřicítek. Dva červené a jeden bílý exemplář pak mají běžné SPZ okresu Nový Jičín.
Jeden příbuzný vůz postavil roku 1977 v Kolíně konstruktér J. Švec, který odkoupil od M. Vágnera formy z Letova. Byl to závodní speciál s podstatně sníženou karosérií a podvozek i motor pocházel ze Škody 130 RS. Později dostal mohutné zadní křídlo, motor Alfa Romeo (řadový čtyřválec, 2000 cm³) a pojmenován byl Škoda AR 2000.

## Technické údaje
- rozvor: 2200 mm
- rozměry: 3880 × 1505 × 1125 mm
- hmotnost: 816 kg
- kola/pneumatiky: pneu Metzeler Monza 155 SR 14"
- motor: upravený motor Škoda 110 se zvýšeným výkonem, řadový čtyřválec s rozvodem OHV, dva dvojité karburátory Weber 40 DCOE2
- zdvihový objem: 1140 cm³
- výkon: 55 kW (75 koní)
- maximální rychlost: 175 km/h
- zrychlení z 0 na 100 km/h: 13,7 s
- spotřeba paliva: 9,8 l / 100 km
- převodní ústrojí: čtyřstupňová převodovka
- karosérie: samonosná skeletová, sklolaminátové dílce na ocelové nosné kostře, výklopné světlomety Cibié, topení se vstupem vzduchu před čelním sklem a odsávací štěrbiny za zadními bočními okny
- zavazadlový prostor: 0,27 m³
- brzdy: upravené kotoučové brzdy Š 110 s kapalinovými tlumiči Koni